# Walter Jonigkeit
Walter Jonigkeit (* 24. April 1907; † 25. Dezember 2009) war ein deutscher Kinobetreiber.

## Werdegang
Jonigkeit begann seine Karriere als Filmkaufmann. 1932 übernahm er in Berlin das Kino Kamera unter den Linden, das er zum ersten Repertoirefilmtheater der Stadt machte. Er war einer der ersten Kinobetreiber in Deutschland, der die Filme seiner Lichtspielhäuser in Programmheften ankündigte. 1937 kam in Charlottenburg das Kino Die Kurbel hinzu. Weitere Kinos in München und Hamburg folgten.
Nach Ende des Zweiten Weltkriegs richtete er in den Trümmern eines ehemaligen Tanzpalastes den Delphi Filmpalast ein, der 1949 mit der größten Leinwand Berlins und modernster technischer Ausstattung eröffnete. Zwischen 1956 und 1959 führte er zudem das Freilichtkino in der Waldbühne. Ende der 1960er Jahre übernahm er das Hamburger Savoy Filmtheater.
Für seine besonderen Verdienste um die Filmwirtschaft wurde Jonigkeit 1988 mit dem Verdienstkreuz am Bande des Verdienstordens der Bundesrepublik Deutschland ausgezeichnet.